# Methysia melanota
Methysia melanota là một loài bướm đêm thuộc phân họ Arctiinae, họ Erebidae.